# Gilroy
|  | Per a altres significats, vegeu «Paul Gilroy». |

Gilroy és una població dels Estats Units a l'estat de Califòrnia. Segons el cens del 2010 tenia 52.027 habitants.

## Demografia
Segons el cens del 2000, Gilroy tenia 41.464 habitants, 11.869 habitatges, i 9.590 famílies. La densitat de població era de 1.010,1 habitants/km².
Dels 11.869 habitatges en un 47,7% hi vivien nens de menys de 18 anys, en un 60,8% hi vivien parelles casades, en un 14,2% dones solteres, i en un 19,2% no eren unitats familiars. En el 14,3% dels habitatges hi vivien persones soles el 5,9% de les quals corresponia a persones de 65 anys o més que vivien soles. El nombre mitjà de persones vivint en cada habitatge era de 3,46 i el nombre mitjà de persones que vivien en cada família era de 3,74.
Per edats la població es repartia de la següent manera: un 32,6% tenia menys de 18 anys, un 10% entre 18 i 24, un 32,7% entre 25 i 44, un 18% de 45 a 60 i un 6,8% 65 anys o més.
L'edat mediana era de 30 anys. Per cada 100 dones de 18 o més anys hi havia 98,6 homes.
La renda mediana per habitatge era de 62.135 $ i la renda mediana per família de 65.330 $. Els homes tenien una renda mediana de 45.759 $ mentre que les dones 34.710 $. La renda per capita de la població era de 22.071 $. Entorn del 7,3% de les famílies estaven per davall del llindar de pobresa.

## Poblacions properes
El següent diagrama mostra les poblacions més properes.